# 富士通西门子

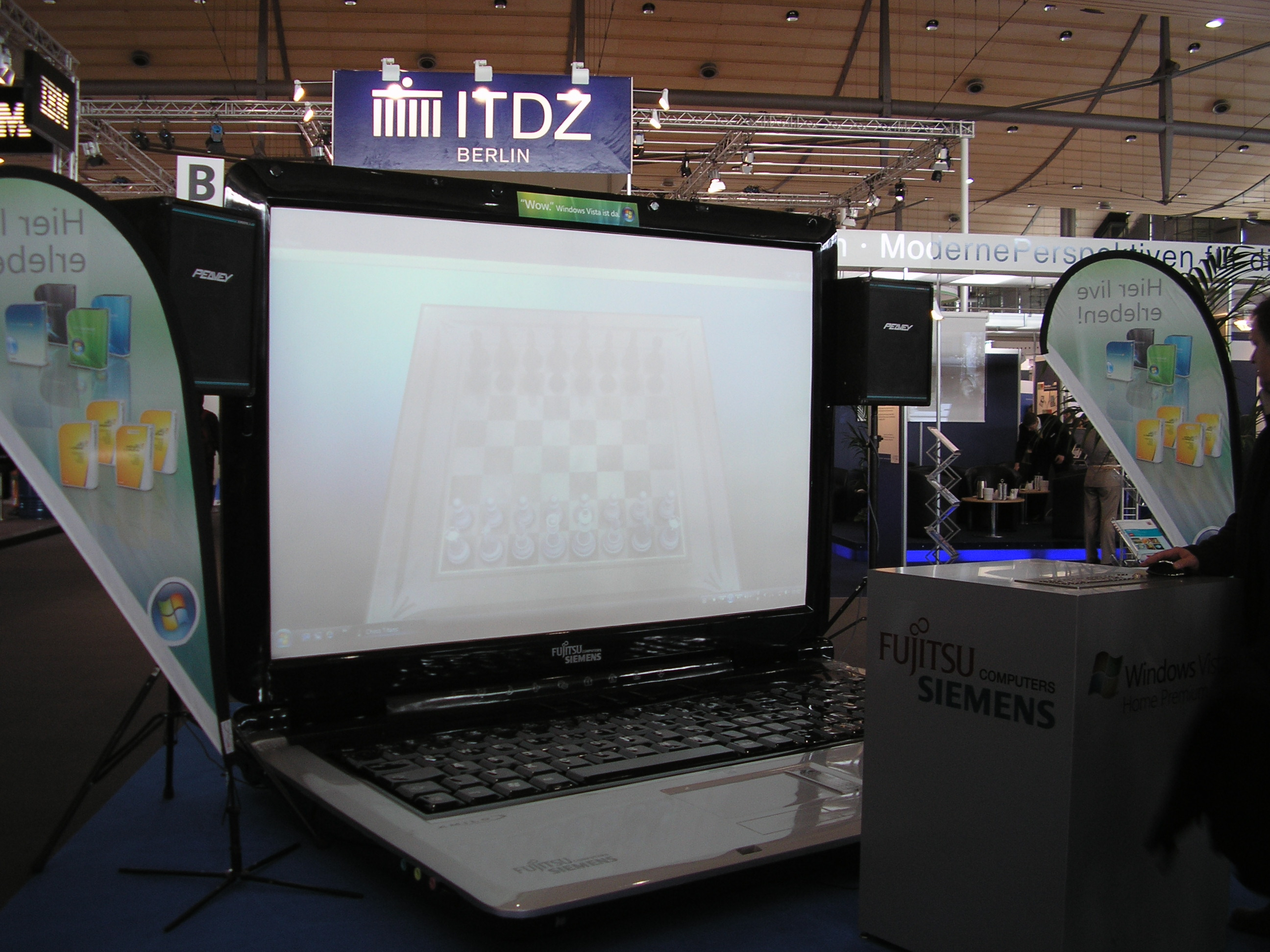
2008年CeBIT上富士通-西門子展示的超大型笔记本电脑。

富士通西門子電腦資訊有限公司（Fujitsu Siemens Computers, Inc. 简称：FSC），於1999年建立，為日本富士通公司及德國西門子公司的合資企業，各擁有一半股權。是一家IT供應商，銷售消費性與商業電腦產品到歐洲、中東及非洲市場。
2008年11月4日，西门子宣布，截至2009年4月1日，会持续将其持有FSC的大概4.5亿欧元的股份转让给富士通公司。届时，FSC将更改名字为"Fujitsu Technology Solutions GmbH(简称为：FTS)"。并且，旗下产品名称，将全部由原先的“Fujitsu-Siemens”更改为“Fujitsu”。
富士通西門子電腦的產品包括主機、Unix伺服器、手提電腦、桌上型電腦、手持裝置（多由HTC代工）及週邊產品（例如顯示器、鍵盤及滑鼠）。
富士通西門子專於「綠色」電腦，確保全部產品達到或超過各種普遍的生態與環境標示。

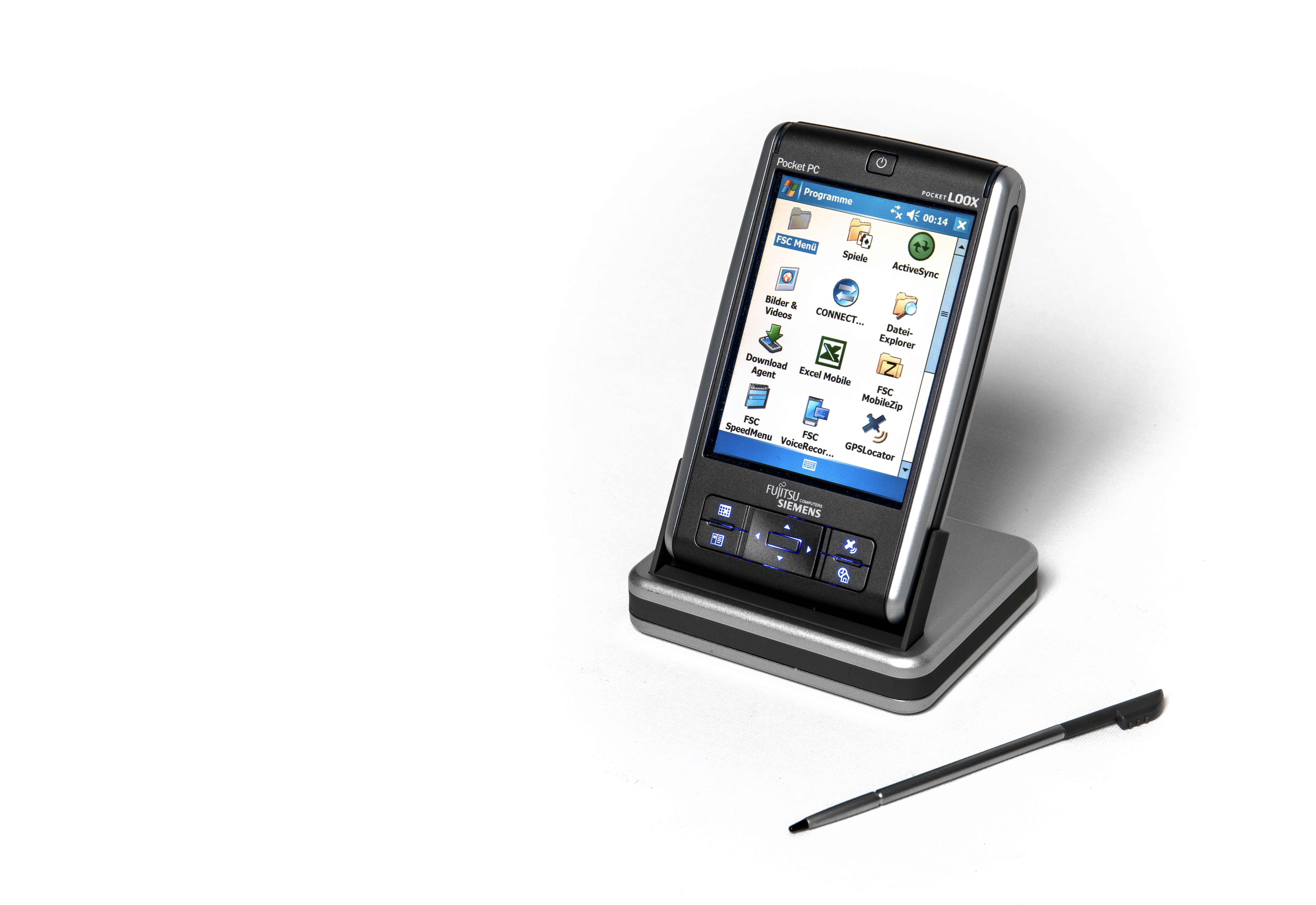
Pocket LOOX

品牌包括：
- 手提電腦
  - Amilo
  - Lifebook
  - CELSIUS H
- 桌上型電腦
  - SCALEO
  - SCENIC
  - ESPRIMO
- PDAs
  - Loox

## 歷史
原公司可追遡到1980年中芬蘭的諾基亞與瑞典的愛立信個人電腦部門合併。1991年Nokia Data賣到英國的International Computers Ltd(ICL)。ICL後來與富士通合併。
Ericsson個人電腦1980年期間因其人體工學與明亮的顏色而為人熟悉。
諾基亞的MikroMikko小型桌上型電腦生產線繼續於芬蘭埃斯波Kilo工廠生產。組件包括主板及乙太網絡卡在移到台灣生產前均為本地生產。富士通以ErgoPro的名字在國際市場上銷售MikroMikko產品。
德國公司Siemens Nixdorf Informationssysteme，就是Nixdorf Computer與西門子合併後的結果。